# Hippomelas martini
Hippomelas martini är en skalbaggsart som beskrevs av Nelson in Nelson och Charles L. Bellamy 1996. Hippomelas martini ingår i släktet Hippomelas och familjen praktbaggar. Inga underarter finns listade i Catalogue of Life.